# Ernest-Ferdinand de Brunswick-Wolfenbüttel-Bevern
Ernest-Ferdinand de Brunswick-Wolfenbüttel-Bevern (4 mars 1682 à Osterholz – 14 avril 1746 à Brunswick) est un prince allemand de la maison de Brunswick.

## Biographie
Il est le quatrième fils du duc Ferdinand-Albert Ier de Brunswick-Wolfenbüttel-Bevern et de sa femme, Christine de Hesse-Eschwege. Le 1er mai 1706, il devient colonel dans l'armée prussienne. En décembre de cette même année, il succède à son frère jumeau Ferdinand-Christian comme prévôt des chapitres de Saint-Blaise et Saint-Cyriaque à Brunswick.
Le 1er mars 1735, son frère aîné, le duc Ferdinand-Albert II, hérite de la principauté de Brunswick-Wolfenbüttel et donne Brunswick-Bevern à Ernest-Ferdinand comme apanage.
Ernest-Ferdinand meurt à Brunswick en 1746. Il est le fondateur de la lignée de Brunswick-Bevern qui s'éteint avec la mort de son fils Frédéric-Charles-Ferdinand en 1809.

## Mariage et descendance
Le 4 août 1714, Ernest-Ferdinand épouse Éléonore-Charlotte de Courlande (1686-1748), fille du duc de Courlande Frédéric II Casimir Kettler. Ils ont treize enfants :
- Auguste-Guillaume (1715-1781) ;
- Christine-Sophie (1717-1779), épouse le margrave Frédéric-Ernest de Brandebourg-Culmbach (1703-1762) ;
- Frédérique (1719-1772) ;
- Georges-Louis (1721-1747), père de la courtisane danoise Støvlet-Cathrine Benthagen (en) ;
- Ernestine (1721) ;
- Georges-Frédéric (1723-1766) ;
- Amélie (1724-1726) ;
- Charles-Guillaume (1725) ;
- Frédéric-Auguste (1726-1729) ;
- Anne-Marie (1728-1754) ;
- Frédéric-Charles-Ferdinand (1729-1809), maréchal danois ;
- Jean-Charles (1731-1732).